# Brejning Efterskole
Brejning Efterskole er friluftsefterskole i den nordlige ende af Brejning, cirka 500 m fra Vejle Fjord, og betragtes ofte som den ene af to spejderefterskoler i Danmark, eftersom at størstedelen af eleverne er spejdere. Efterskolen har eksisteret siden 1997. Efterskolen udbyder 6 linjefag: Adventure, Krea, Gastronomi, Outdoor, Skills og Livstil. Der kan være op til 130 elever fordelt på 6 klasser. 
Brejning efterskole har 4 bygninger. Hovedbygningen (HB), Elevbygningen (EB), Udsigten og vandværksvej. Der er 6 gange og 12 kontaktgrupper. Der er 4 gange i EB, 1 gang i HB og 1 gang i udsigten. På vandværksvej er der samlingssal, ditten og klatrehal.